# Капела светих Мученика Савела, Исмаила и Мануила у Пруговцу
Капела светих Мученика Савела, Исмаила и Мануила у Пруговцу, насељеном месту на територији општине Алексинац, припада Епархији нишкој Српске православне цркве.
Капела је подигнута између Првог и Другог светског рата. Обновљена је 2007. године и није освећена.